# 妮娜·维达尔
妮娜·西蒙尼·维达尔（英語：Nina Simone Vidal，4月20日—），美国歌手、词曲作家、钢琴家。
2008年，妮娜发行了她的首张同名专辑，专辑在日本获得了极大的成功。发行六天之内，妮娜便成为iTunes上下载量最多的专辑。从那开始，这张专辑接着在日本成为当代爵士专辑的第一名，其中五首歌荣进iTunes爵士下载最多榜前十名。
2010年，妮娜在iTunes发行单曲《Cigarette & Wine》和由保罗·麦卡特尼写的歌曲《My Love》。这些单曲被收入她的第二张完整专辑《The Open-Ended Fantasy》，专辑9月1日在日本发行并预期于2011年夏天在美国发行。

## 音乐生涯
妮娜生于纽约市皇后区。当她还在纽约大学念书时，妮娜每月都参加open-mic即兴表扬聚会。在一次这样的聚会中，她遇到了音乐人、制作人、作曲家Caté。妮娜把她的音乐小样交给Catê，Catê听了之后同意为她制作几首她的歌曲。这些歌曲后被收录在妮娜的慢速唱片里，名为《Do It Again》。
2004年，日本唱片公司Uni-Village来联系妮娜。主管听了妮娜的歌，想和她签约，来制作一张完整的专辑。
2008年，Uni-Village发行专辑 妮娜 维达, 专辑大受好评。The Soul Express （芬兰） 称专辑是 “一张永恒的杰作！” Allmusic.com的亚当格林伯格写道：“妮娜维达从一大批经典的女歌手身上寻找灵感……而她以淡弱闷燃的风格突破。”
妮娜的第一张专辑颠覆了诺拉琼斯的《Come Away With Me》，成为日本当代爵士专辑榜的第一名，妮娜稳坐榜首长达8个月。同年9月此专辑成为iTunes下载量第一名，其中5首单曲进入日本爵士下载量前十名。而那时妮娜仅仅25岁。
2010年妮娜与日本环球唱片签署了附发行协议（Sub-Publishing）。
妮娜再次与Caté一起制作她的追加专辑《The Open-Ended Fantasy》。

## 在日本的成功
妮娜在自己的祖国美国受到的肯定远不如亚洲听众对她的青睐。从2004年开始，随着Uni-Village主管发行妮娜的第一张专辑和在日本榜的持续蝉联，妮娜的成功与日本，新加坡，菲律宾和其他亚洲国家的支持密不可分。
2010年妮娜的专辑开放式幻想（The Open-Ended Fantasy ），专辑9月1日在日本发行并预期于2011年夏天在美国发行。
2011年一月，妮娜制作她的第二张全新专辑，包含60，70和80年代的情歌。该专辑将在2011春天由Uni-Village唱片公司发行。

## 个人生活
妮娜现居纽约市，她经常去亚洲和欧洲。

## 声音与影响
妮娜受到灵乐，爵士，嘻哈和世界音乐的影响。她被和这些音乐人一起作品比较： Jeff Buckley, Tracy Chapman, Amos Lee, Lizz Wright, Djavan, Nina Simone, Anita Baker, Sade, Antonio Carlos Jobim, and Fiona Apple.

## 合作
在专辑The Open-Ended Fantasy里，妮娜维达与著名的艺术家如Lonnie Plaxico, Jean Caze, Jeff Haynes, Lee Hogans, 和Jody Redhage合作。
日本艺人西原健一郎的歌曲Moon Child 特邀妮娜合唱。
妮娜的大部分作品都是与制作人、作曲家Caté一起合作完成的。

## 音乐作品

### 专辑
- The Open-Ended Fantasy - Sweet Mimosa Music （美国） tbd, Village Again （日本） 2010
- Best Female Jazzy Tunes - Best Female Jazzy Tunes  - Village Again 2010
- Nina Vidal Nina Vidal - Sweet Mimosa Music （美国） 2007, Village Again （日本） 2008
- Nina Vidal Live Session- Live Session EP - iTunes Japan Exclusive - Village Again （日本）  2008

### 单曲
- Cigarette & Wine - Sweet Mimosa Music/CCreatives （美国）2010
- Driving - Ram Cafe Vol.3 - Lounge & Cillout - Magic Records （波兰） 2008

### 合辑
- Life - Moon Child - Kenichiro Nishihara - Life - Unprivate （日本） 2010 [8]
- Absolute Voices Driving - S2S （新加坡） 2009
- Luv U 100% - Reggae Female Vocal Collection -Village Again （日本） 2009
- True Soul Sistas - Moving Along - Soul UK （英国） 2009
- Addicted To House - Why- Single 7 -  SoulStar （德国） 2008